# Pustków (przystanek kolejowy)
Pustków – przystanek kolejowy w Pustkowie, w województwie podkarpackim, w Polsce. W 2009 zawieszono ruch pasażerski, który przywrócono po 12 latach - 1 września 2021. 15 grudnia 2024 przywrócono kursy pociągów pasażerskich przejeżdżających przez przystanek kolejowy na odcinku Tarnobrzeg–Mielec–Dębica.

## Ruch pasażerski
| Rok  | Wymiana pasażerska na dobę |
| ---- | -------------------------- |
| 2017 | –                          |
| 2022 | 20-49                      |